# Andrest
 Andrest  es una comuna y población de Francia, en la región de Mediodía-Pirineos, departamento de Altos Pirineos, en el distrito de Tarbes y cantón de Vic-en-Bigorre. Está integrada en la Communauté de communes Vic-Montaner.

## Geografía
Andrest es un municipio de llanura que pertenece a él área urbana de Tarbes. El municipio está situado sobre la carretera nacional 135, entre Tarbes y Vic-en-Bigorre. Está atravesada por un canal.

## Historia

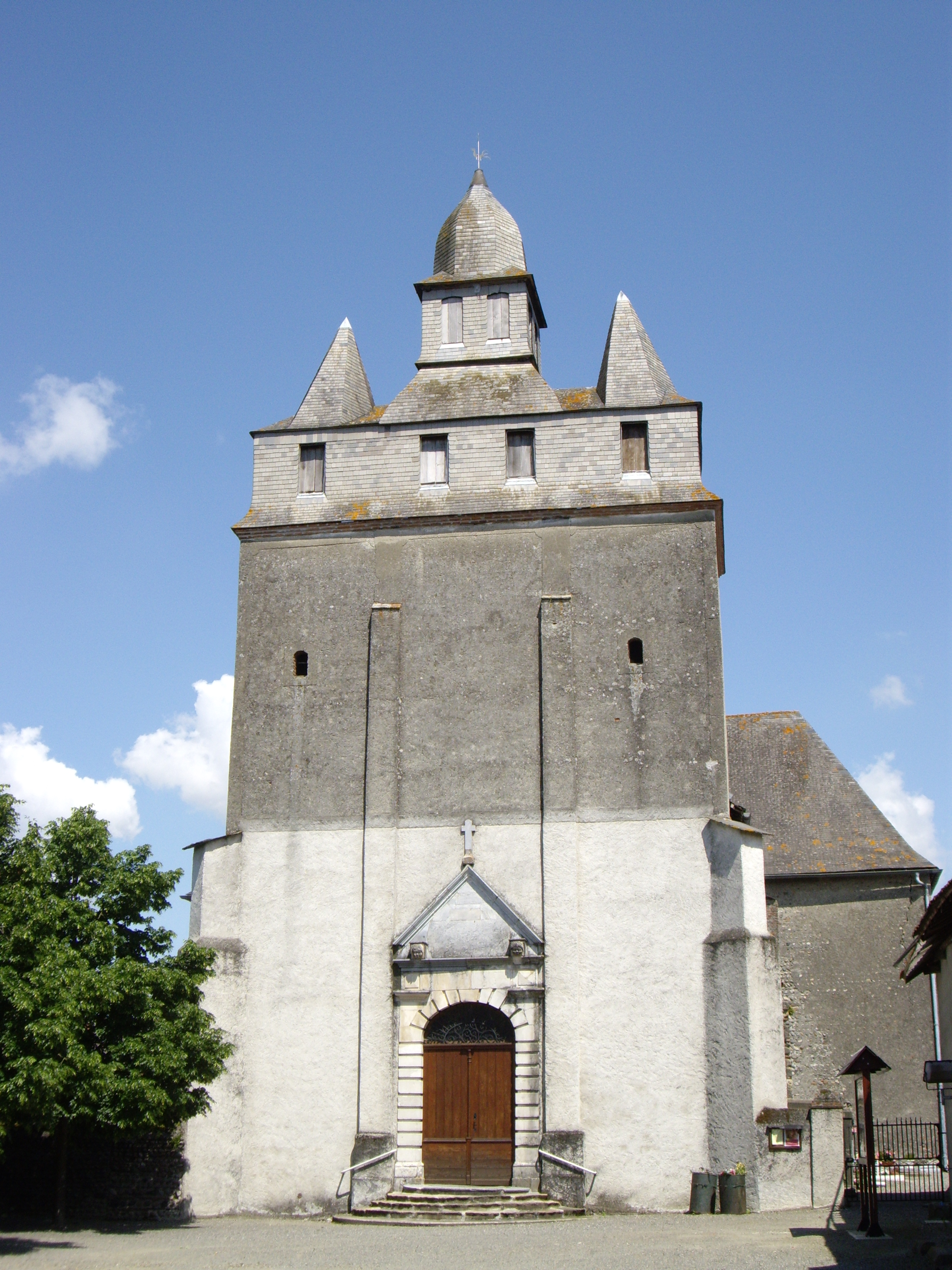
Iglesia Saint-Barthélémy.

### Prehistoria y antigüedad
Vestigios arqueológicos demuestran una actividad humana desde élneolítico y durante período galorromano.

### Edad Media
A la Edad Media, este territorio es constado por dos parroquias distintas sea Andrest y Trougnan. En 1272, el conde de Bigorre Esquibat de Chavannes cambia estos dos señoríos con vizconde de Lavedan Raymond Garcie IV por el valle de Barèges.  
En 1303, Arnaud, sucesor de este último, le otorga una carta de franquicias y emprende organizaciones importantes que fundan el pueblo actual. En cambio, los habitantes deben en efecto reunirse alrededor de una nueva iglesia y alrededor de un nuevo castillo. El pueblo corresponde así al tipo de Bastide.
Un incendio asola la iglesia en 1569.

### Época moderna
En 1758, el intendente de Etigny supervisa la edificación de una nueva vía entra a Tarbes y Vic.  
El castillo es destruido en 1762.
La casa municipal es edificada en 1776.

### SigloXIXy período contemporáneo
En el siglo XIX, el pueblo se dota de una estación, de escuelas y de una oficina de correos. En 1848, una casa es acondicionada para acoger la escuela de las chicas, la primera escuela que ha sido establecida en el seno de la casa municipal. En 1859, la línea de ferrocarril es inaugurada por Napoleón III.

## Demografía
| 738 | 713 | 881 | 1002 | 1253 | 1229 | 1306 |
| Para los censos de 1962 a 1999 la población legal corresponde a la población sin duplicidades (Fuente: INSEE [Consultar]) |     |     |      |      |      |      |